# Bianco (antropologia)
Bianco è un termine dalla connotazione razziale usato per indicare un individuo che ha tale colore della pelle e di origini europee.

## Storia
L'uso dell'aggettivo "bianchi" in riferimento agli individui di carnagione chiara si trova occasionalmente nell'etnografia greco-romana e in altre fonti antiche o medievali. Tuttavia, queste società non avevano alcuna nozione di razza bianca o identità paneuropea. Prima dell'era moderna, nessun popolo europeo si considerava "bianco"; chi abitava in tale continente definiva la sua identità in termini di religione, discendenza, etnia o nazionalità e quando si identificava come bianco si focalizzava sulla carnagione fisica e non sull'idea di razza. Il concetto di "razza bianca"/"popolo bianco" basato sul colore chiaro della pelle e altre caratteristiche estetiche, veniva invece adottato nelle principali lingue europee nel tardo diciassettesimo secolo, quando venne pienamente accettata l'idea che i bianchi avessero una qualche loro identità nel contesto della schiavitù razzializzata e lo status sociale nelle colonie europee.